# Ana od Foixa
Ana od Foixa (1484. – Budim, 26. srpnja 1506.) (mađ. Candale-i Anna) bila je kraljica Mađarske, Hrvatske i Češke.

## Podrijetlo
Ana je rođena 1484. godine kao kći Gastona II. od Foixa, i njegove supruge, Katarine Navarske, kćerke Gastona IV. od Foixa i njegove supruge, Eleonore I., kraljice Navare.
Dana 29. rujna 1502. godine u Stolnom Biogradu udala se za Vladislava II., kralja Ugarske, Hrvatske i Češke, a ona je time postala kraljica navedenih kraljevina i bila okrunjena prilikom udaje.
Njen jedini sin, Ludovik II., postao je kralj Češke, Hrvatske i Ugarske i 1522. oženio se princezom Marijom Habsburškom, unukom cara Maksimilijana I. Njena kći Ana udala se za austrijskog nadvojvodu Ferdinanda I., unuka cara Maksimilijana I.
Umrla je 26. srpnja 1506. u Budimu gdje je i pokopana. 1516. godine njeni posmrtni ostaci preneseni su u Stolni Biograd.

## Djeca
- njen suprug, Vladislav II. (1456. – 1516.), kralj Ugarske, Hrvatske i Češke, dvoje djece:
  - Ana (1503. – 1547.), njen suprug austrijski nadvojvod Ferdinand I. (1503. – 1564.), kralj Češke, Hrvatske i Ugarske i car Svetog Rimskog Carstva, unuk cara Maksimilijana I., 15 djece
  - Ludovik (1506. – 1526.) kao Ludovik II., kralj Češke, Hrvatske i Ugarske, njegova supruga princeza Marija Habsburška (1505. – 1558.), unuka cara Maksimilijana I., 1 izvanbračni sin:
    - (izvanbračni sin dvorske dame njegove majke, Angelithe Wass) Ivan Wass (oko 1521.–do 1580.), njegova supruga N. N., potomstvo

## Vanjske poveznice
- [neaktivna poveznica] – 30. listopada 2011.

| Prethodnik:                              | ugarsko-hrvatska kraljica (1502. — 1506.) (supruga Vladislava II.) | Nasljednik:       |
| Barbara Brandenburška Beatrice Napuljska | ugarsko-hrvatska kraljica (1502. — 1506.) (supruga Vladislava II.) | Marija Habsburška |

| Prethodnik: Barbara Brandenburška Beatrice Napuljska | češka kraljica (1502. — 1506.) (supruga Vladislava II.) | Nasljednik: Marija Habsburška |